# Conepatus semistriatus
Conepatus semistriatus är en däggdjursart som först beskrevs av Pieter Boddaert 1785.  Conepatus semistriatus ingår i släktet trynskunkar och familjen skunkar.

## Utseende
Honor är med en kroppslängd (huvud och bål) av 33 till 45 cm och en svanslängd av 13,5 till 26 cm mindre än hannar. Exemplar av hankön blir 35 till 50 cm långa och har en 14,3 till 30,9 cm lång svans. Djurets vikt varierar mellan 1,4 och 3,5 kg. Allmänt är individer i centrala Sydamerika mindre än exemplar i kontinentens norra del. Pälsens grundfärg på huvudet och bålen är svart. Hos de flesta exemplar sträcker sig två ganska smala vita strimmor från huvudets topp mot svansen med en svart strimma i mitten. Färgvariationer är hos denna skunk vanligt förekommande. Nosen påminner lite om svindjurens tryne. Conepatus semistriatus kan liksom andra skunkar sprutan en illaluktande vätska mot fiender. Den har kraftiga klor vid framtassarna.

## Utbredning
Denna skunk förekommer i Centralamerika och norra Sydamerika. En population finns mellan östra Mexiko och Panama. En annan population hittas från Venezuela till Peru och en tredje population lever i östra Brasilien. Under regntiden vistas arten i lövfällande skogar i bergstrakter. Under andra tider uppsöks även buskskogar, gräsmarker, gläntor i städsegröna skogar och odlade områden.

## Ekologi
Conepatus semistriatus äter många småfåglar och ödlor men även andra mindre djur och växtdelar. Skunken är ingen specialist utan den äter vad som erbjuds.
Arten gräver sin lya mellan trädens rötter eller under trädstammar som ligger på marken. Boet är ofta en till två meter lång och det ligger cirka 30 centimeter under markytan. Ibland används bon som skapades av bältdjur eller av andra djur. Individerna letar vanligen under nattens första 6 timmar efter föda.
När honan inte är brunstig lever varje vuxen exemplar ensam. Efter parningen under våren är honan cirka 60 dagar dräktig. Sedan föds två till fem ungar per kull. Vuxna individer har 18 till 53 hektar stora revir. De minsta reviren förekommer under regntiden, troligen på grund av lättare tillgång till föda och mindre behov av långa vandringar.

## Status
Conepatus semistriatus kan anpassa sig till människans landskapsförändringar. Den är inte särskilt talrik men inte heller sällsynt. IUCN kategoriserar arten globalt som livskraftig.

## Underarter
Arten delas in i följande underarter:
- C. s. semistriatus
- C. s. amazonicus
- C. s. taxinus
- C. s. trichurus
- C. s. yucatanicus
- C. s. zorrino

## Bildgalleri

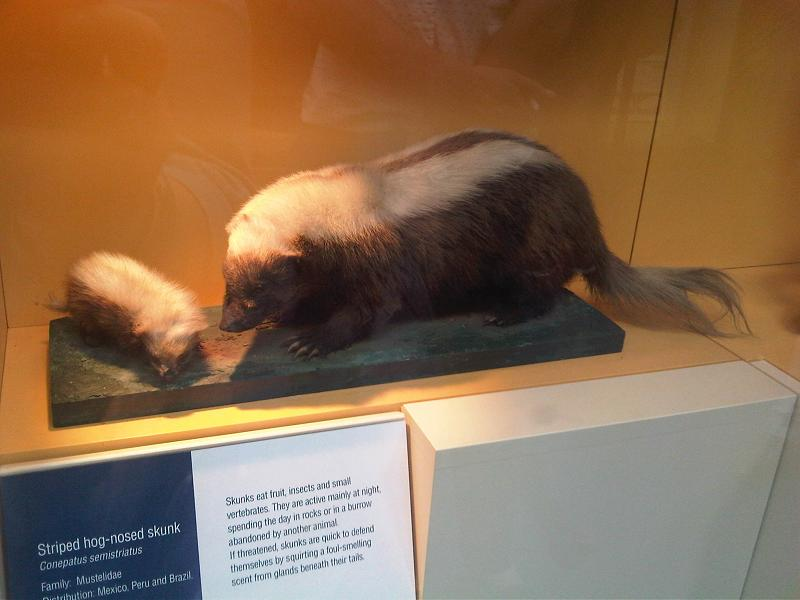
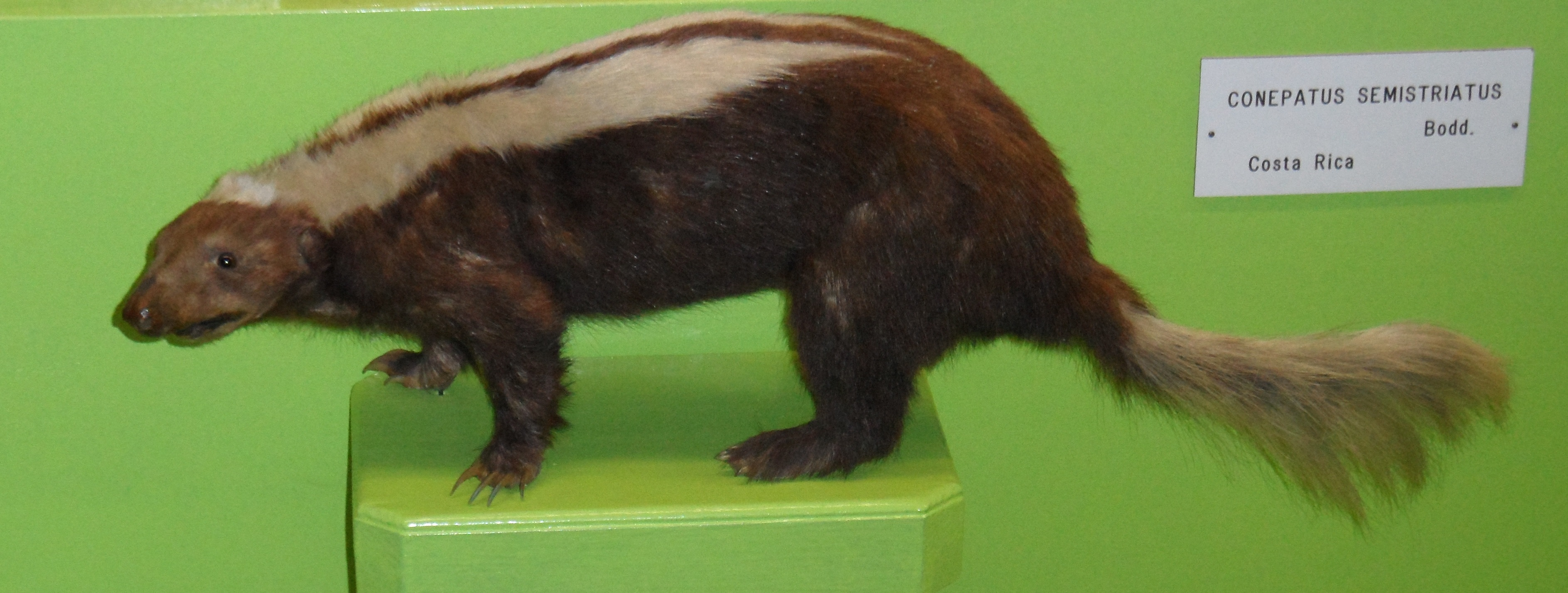
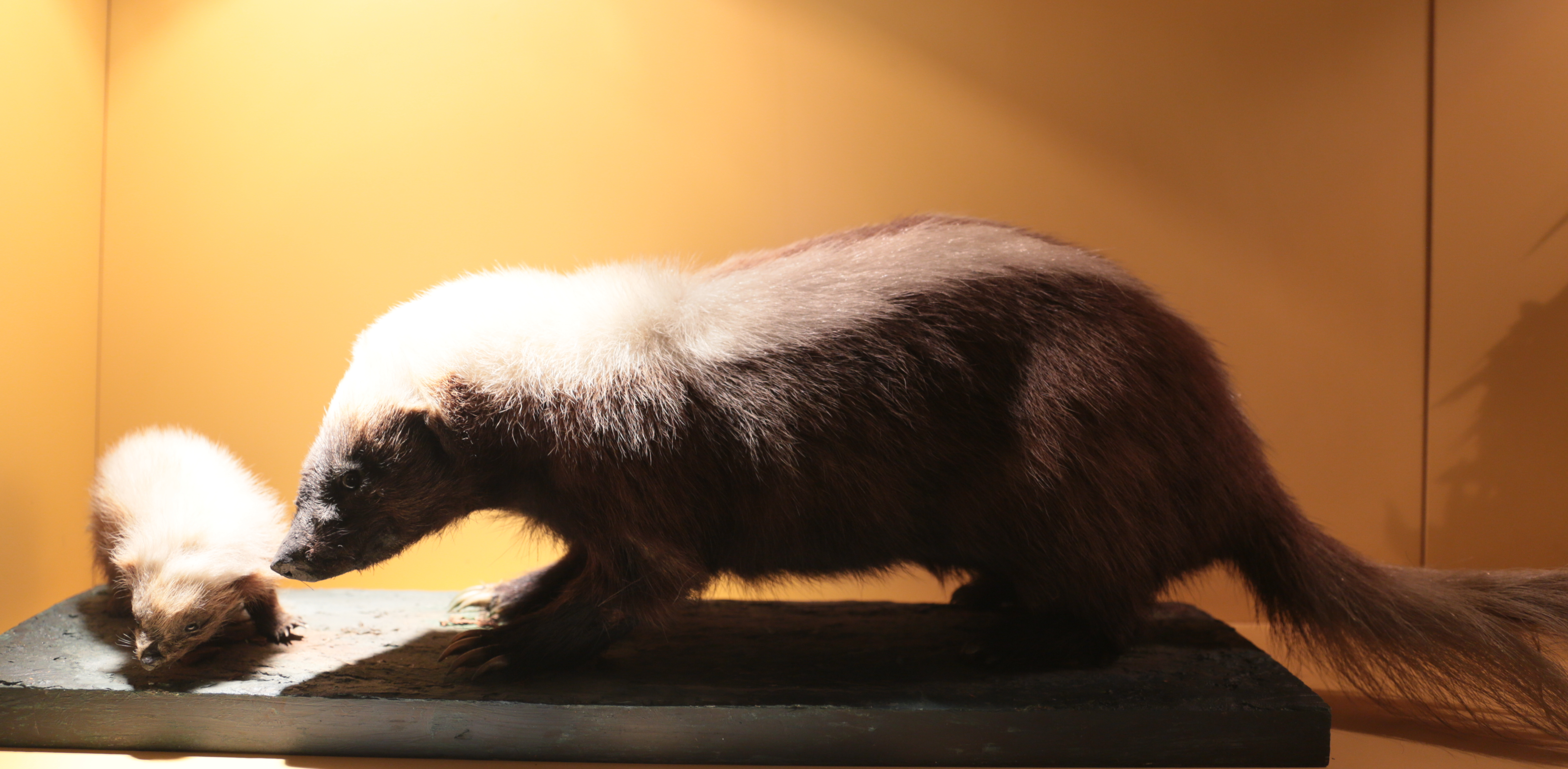